# Esports Championship Series Season 2
Die  Esports Championship Series 2 ist die zweite Spielzeit der seit 2016 stattfindenden Esports Championship Series. Sie startete am 7. Oktober 2016 und endet mit dem Finale der Offline-Playoffs am 11. Dezember 2016 in Anaheim.

## European League
Neu dabei in der europäischen Liga ist das Team von Godsent, das sich über die Europe Development League qualifizieren konnte. Im Gegensatz zum letzten Jahr, wo die Top 2 in die Playoffs kamen und Platz 3 bis 6 Knockout-Matches spielen mussten, sind diesmal die Top 4 automatisch für die Playoffs qualifiziert.

### EU Tabelle
(Stand: 26. November 2016)
| Rang                                                                                | Team                                                                                | Sp.                                                                                 | S | N | R+ | R- | Diff. | Punkte | Preisgeld |
| ----------------------------------------------------------------------------------- | ----------------------------------------------------------------------------------- | ----------------------------------------------------------------------------------- | --- | --- | --- | --- | --- | --- | --- |
| 1.                                                                                  | Astralis (M)                                                                        | 18                                                                                  | 13 | 5 | 249 | 196 | +53 | 36 | - |
| 2.                                                                                  | Team EnVyUs                                                                         | 18                                                                                  | 11 | 7 | 246 | 208 | +38 | 33 | - |
| 3.                                                                                  | FaZe Clan                                                                           | 18                                                                                  | 11 | 7 | 254 | 219 | +35 | 33 | - |
| 4.                                                                                  | Team Dignitas                                                                       | 18                                                                                  | 8 | 10 | 241 | 236 | +5 | 24 | - |
| 5.                                                                                  | G2 Esports                                                                          | 18                                                                                  | 8 | 10 | 228 | 229 | −1 | 24 | - |
| 6.                                                                                  | Godsent (N)                                                                         | 18                                                                                  | 8 | 10 | 219 | 231 | −12 | 24 | - |
| 7.                                                                                  | mousesports                                                                         | 18                                                                                  | 8 | 10 | 230 | 245 | −15 | 24 | - |
| 8.                                                                                  | Ninjas in Pyjamas                                                                   | 18                                                                                  | 8 | 10 | 224 | 250 | −26 | 24 | - |
| 9.                                                                                  | Virtus.pro                                                                          | 18                                                                                  | 8 | 10 | 201 | 239 | −38 | 24 | - |
| 10.                                                                                 | fnatic                                                                              | 18                                                                                  | 7 | 11 | 218 | 257 | −39 | 21 | - |
| Legende:  Qualifikation für die Offline-Finals  Teilnahme an den Relegationsspielen | Legende:  Qualifikation für die Offline-Finals  Teilnahme an den Relegationsspielen | Legende:  Qualifikation für die Offline-Finals  Teilnahme an den Relegationsspielen | (M) Meister der E-Sport Championship Series #1 EU Division: Astralis (N) Aufsteiger aus der ECS Development League (Europe): Godsent | (M) Meister der E-Sport Championship Series #1 EU Division: Astralis (N) Aufsteiger aus der ECS Development League (Europe): Godsent | (M) Meister der E-Sport Championship Series #1 EU Division: Astralis (N) Aufsteiger aus der ECS Development League (Europe): Godsent | (M) Meister der E-Sport Championship Series #1 EU Division: Astralis (N) Aufsteiger aus der ECS Development League (Europe): Godsent | (M) Meister der E-Sport Championship Series #1 EU Division: Astralis (N) Aufsteiger aus der ECS Development League (Europe): Godsent | (M) Meister der E-Sport Championship Series #1 EU Division: Astralis (N) Aufsteiger aus der ECS Development League (Europe): Godsent | (M) Meister der E-Sport Championship Series #1 EU Division: Astralis (N) Aufsteiger aus der ECS Development League (Europe): Godsent |

## North American League
In die nordamerikanische Liga stiegen diese Saison SK Gaming und Immortals auf und bekamen die Startplätze der in der vorherigen Saison abgestiegenen Teams Echo Fox und Team Kaliber.

### NA Tabelle
(Stand: 24. November 2016)
| Rang                                                                                | Team                                                                                | Sp.                                                                                 | S | N | R+ | R- | Diff. | Punkte | Preisgeld |
| ----------------------------------------------------------------------------------- | ----------------------------------------------------------------------------------- | ----------------------------------------------------------------------------------- | --- | --- | --- | --- | --- | --- | --- |
| 1.                                                                                  | SK Gaming (N)                                                                       | 18                                                                                  | 14 | 4 | 277 | 198 | +79 | 42 | - |
| 2.                                                                                  | Cloud 9                                                                             | 18                                                                                  | 14 | 4 | 275 | 205 | +70 | 42 | - |
| 3.                                                                                  | OpTic Gaming                                                                        | 18                                                                                  | 12 | 6 | 247 | 203 | +44 | 36 | - |
| 4.                                                                                  | Immortals (N)                                                                       | 18                                                                                  | 12 | 6 | 276 | 219 | +57 | 36 | - |
| 5.                                                                                  | Counter Logic Gaming                                                                | 18                                                                                  | 10 | 8 | 255 | 232 | +23 | 30 | - |
| 6.                                                                                  | Luminosity Gaming (M)                                                               | 18                                                                                  | 8 | 10 | 220 | 261 | −41 | 24 | - |
| 7.                                                                                  | Team Liquid                                                                         | 18                                                                                  | 8 | 10 | 216 | 235 | −19 | 24 | - |
| 8.                                                                                  | NRG eSports                                                                         | 18                                                                                  | 5 | 13 | 207 | 272 | −65 | 15 | - |
| 9.                                                                                  | Team SoloMid                                                                        | 18                                                                                  | 4 | 14 | 217 | 263 | −46 | 12 | - |
| 10.                                                                                 | compLexity                                                                          | 18                                                                                  | 3 | 15 | 191 | 293 | −102 | 9 | - |
| Legende:  Qualifikation für die Offline-Finals  Teilnahme an den Relegationsspielen | Legende:  Qualifikation für die Offline-Finals  Teilnahme an den Relegationsspielen | Legende:  Qualifikation für die Offline-Finals  Teilnahme an den Relegationsspielen | (M) Meister der E-Sport Championship Series #1 NA Division: Luminosity Gaming 1 (N) Aufsteiger aus der ECS Development League (NA): SK Gaming, Immortals | (M) Meister der E-Sport Championship Series #1 NA Division: Luminosity Gaming 1 (N) Aufsteiger aus der ECS Development League (NA): SK Gaming, Immortals | (M) Meister der E-Sport Championship Series #1 NA Division: Luminosity Gaming 1 (N) Aufsteiger aus der ECS Development League (NA): SK Gaming, Immortals | (M) Meister der E-Sport Championship Series #1 NA Division: Luminosity Gaming 1 (N) Aufsteiger aus der ECS Development League (NA): SK Gaming, Immortals | (M) Meister der E-Sport Championship Series #1 NA Division: Luminosity Gaming 1 (N) Aufsteiger aus der ECS Development League (NA): SK Gaming, Immortals | (M) Meister der E-Sport Championship Series #1 NA Division: Luminosity Gaming 1 (N) Aufsteiger aus der ECS Development League (NA): SK Gaming, Immortals | (M) Meister der E-Sport Championship Series #1 NA Division: Luminosity Gaming 1 (N) Aufsteiger aus der ECS Development League (NA): SK Gaming, Immortals |

## Offline-Finals
Austragungsort der vom 9. bis zum 11. Dezember 2016 stattfindenden Offline-Finals ist das Convention Center in Anaheim. Die Top 4 der beiden Divisionen spielen dort den Sieger aus.

### Lineups der Teams
| SK Gaming                 | Cloud 9                      | Immortals                | OpTic Gaming               |
| ------------------------- | ---------------------------- | ------------------------ | -------------------------- |
| Gabriel „FalleN“ Toledo   | Jake „Stewie2k“ Yip          | Henrique „hen1“ Teles    | Keith „NAF“ Markovic       |
| Fernando „fer“ Alvarenga  | Tyler „Skadoodle“ Latham     | Lucas „Lucas“ Teles      | Will „RUSH“ Wierzba        |
| Marcelo „coldzera“ David  | Mike „shroud“ Grzesiek       | Ricardo „boltz“ Prass    | Oscar „mixwell“ Cañellas   |
| Tacio „TACO“ Filho        | Jordan „n0thing“ Gilbert     | Joao „felps“ Cabral      | Tarik „TaRiK“ Celik        |
| Lincoln „fnx“ Lau         | Timothy „autimatic“ Ta       | Lucas „steel“ Lopes      | Peter „stanislaw“ Jarguz   |
| Astralis                  | Team EnVyUs                  | FaZe Clan                | Team Dignitas              |
| Nicolai „dev1ce“ Reedtz   | Vincent „Happy“ Schopenhauer | Håvard „rain“ Nygaard    | Emil „MagiskB0y“ Reif      |
| Peter „dupreeh“ Rasmussen | Nathan „NBK“ Schmitt         | Philip „aizy“ Aistrup    | René „cajunb“ Borg         |
| Andreas „Xyp9x“ Højsleth  | Kenny „kennyS“ Schrub        | Fabien „kioShiMa“ Fiey   | Kristian „k0nfig“ Wienecke |
| Markus „Kjaerbye“ Kjærbye | Dan „apEX“ Madesclaire       | Finn „Karrigan“ Andersen | Ruben „RUBINO“ Villarroel  |
| Lukas „gla1ve“ Rossander  | Christophe „SIXER“ Xia       | Aleksi „allu“ Jalli      | Mathias „MSL“ Lauridsen    |

### Gruppe A
|  | Halbfinale         | Halbfinale   | Halbfinale |  |  | Spiel um den Gruppensieg | Spiel um den Gruppensieg | Spiel um den Gruppensieg |
|  |                    |              |            |  |  |                          |                          |                          |
|  |                    |              |            |  |  |                          |                          |                          |
|  | Danemark           | Astralis     | 16         |  |  |                          |                          |                          |
|  | Vereinte Nationen  | OpTic Gaming | 7          |  |  |                          |                          |                          |
|  |                    |              |            |  |  | Danemark                 | Astralis                 | 16                       |
|  |                    |              |            |  |  | Europaische Union        | FaZe Clan                | 3                        |
|  | Europaische Union  | FaZe Clan    | 16         |  |  |                          |                          |                          |
|  | Vereinigte Staaten | Cloud 9      | 6          |  |  |                          |                          |                          |
|  |                    |              |            |  |  |                          |                          |                          |

|  | Verlierermatch     | Verlierermatch | Verlierermatch | Verlierermatch | Verlierermatch |  |  | Spiel um den zweiten Gruppenplatz | Spiel um den zweiten Gruppenplatz | Spiel um den zweiten Gruppenplatz | Spiel um den zweiten Gruppenplatz | Spiel um den zweiten Gruppenplatz |
|  |                    |                |                |                |                |  |  |                                   |                                   |                                   |                                   |                                   |
|  |                    |                |                |                |                |  |  | Europaische Union                 | FaZe Clan                         | 10                                | 19                                | 4                                 |
|  | Vereinte Nationen  | OpTic Gaming   | 8              | 16             | 19             |  |  | Vereinte Nationen                 | OpTic Gaming                      | 16                                | 15                                | 16                                |
|  | Vereinigte Staaten | Cloud 9        | 16             | 12             | 17             |  |  |                                   |                                   |                                   |                                   |                                   |

### Gruppe B
|  | Halbfinale | Halbfinale    | Halbfinale |  |  | Spiel um den Gruppensieg | Spiel um den Gruppensieg | Spiel um den Gruppensieg |
|  |            |               |            |  |  |                          |                          |                          |
|  |            |               |            |  |  |                          |                          |                          |
|  | Brasilien  | SK Gaming     | 7          |  |  |                          |                          |                          |
|  | Danemark   | Team Dignitas | 16         |  |  |                          |                          |                          |
|  |            |               |            |  |  | Danemark                 | Team Dignitas            | 3                        |
|  |            |               |            |  |  | Frankreich               | Team EnVyUs              | 16                       |
|  | Brasilien  | Immortals     | 19         |  |  |                          |                          |                          |
|  | Frankreich | Team EnVyUs   | 22         |  |  |                          |                          |                          |
|  |            |               |            |  |  |                          |                          |                          |

|  | Verlierermatch | Verlierermatch | Verlierermatch | Verlierermatch | Verlierermatch |  |  | Spiel um den zweiten Gruppenplatz | Spiel um den zweiten Gruppenplatz | Spiel um den zweiten Gruppenplatz | Spiel um den zweiten Gruppenplatz | Spiel um den zweiten Gruppenplatz |
|  |                |                |                |                |                |  |  |                                   |                                   |                                   |                                   |                                   |
|  |                |                |                |                |                |  |  | Danemark                          | Team Dignitas                     | 9                                 | 16                                | 10                                |
|  | Brasilien      | SK Gaming      | 16             | 16             |                |  |  | Brasilien                         | SK Gaming                         | 16                                | 7                                 | 16                                |
|  | Brasilien      | Immortals      | 9              | 14             |                |  |  |                                   |                                   |                                   |                                   |                                   |

### Playoffs
|  | Halbfinale        | Halbfinale   | Halbfinale | Halbfinale | Halbfinale |  |  | Finale            | Finale       | Finale | Finale | Finale |
|  |                   |              |            |            |            |  |  |                   |              |        |        |        |
|  |                   |              |            |            |            |  |  |                   |              |        |        |        |
|  | Danemark          | Astralis     | 16         | 16         |            |  |  |                   |              |        |        |        |
|  | Brasilien         | SK Gaming    | 9          | 4          |            |  |  |                   |              |        |        |        |
|  |                   |              |            |            |            |  |  | Danemark          | Astralis     | 16     | 16     |        |
|  |                   |              |            |            |            |  |  | Vereinte Nationen | OpTic Gaming | 6      | 11     |        |
|  | Frankreich        | Team EnVyUs  | 3          | 12         |            |  |  |                   |              |        |        |        |
|  | Vereinte Nationen | OpTic Gaming | 16         | 16         |            |  |  |                   |              |        |        |        |
|  |                   |              |            |            |            |  |  |                   |              |        |        |        |